# Guillaume Antoine Nourry-Grammont
Guillaume Antoine Nourry detto Grammont (La Rochelle, 10 giugno 1750 – Parigi, 13 aprile 1794) è stato un attore teatrale e militare francese.

## Biografia
Attore di provincia, entra il 5 febbraio 1779 al Comédie-Française dove ottiene, con il nome d'arte "Grammont de Roselly", un certo successo nei ruoli di Orosmane (in Zaire), di Maometto (in Maometto ossia il fanatismo) e di Tancredi (in Tancrède). Costretto a lasciare la scena nel gennaio 1782 a causa della sua eccentricità, vi ritorna nel 1786 sempre al Comédie-Française, dove recita per diversi anni come attore prossimo al pensionamento. 
Accoglie con entusiasmo la Rivoluzione francese e si arruola nella guardia nazionale, dove presta servizio per due anni, pur continuando a recitare. 
Nel 1793, viene spostato nell'esercito regolare sotto il nome di "Grammont" e serve come generale-aiutante sotto gli ordini di Charles Philippe Ronsin, ex drammaturgo recentemente nominato generale di brigata, ed entrambi parteciperanno quindi alle Guerre di Vandea. 
Arrestato il 13 marzo 1794 perché faceva parte degli Hébertisti, è accusato di aver partecipato alla cosiddetta "Conspiration des prisons", per questo verrà ghigliottinato il 13 aprile 1794 insieme a suo figlio di diciannove anni.